# Darbnik
Darbnik (in armeno Դարբնիկ?, in passato Malyye Demurchi, Pokr Shorlu Demurchi e Demurchi) è un comune dell'Armenia di 1 141 abitanti (2008) della provincia di Ararat.